# Ludwig Reichenbach
Heinrich Gottlieb Ludwig Reichenbach (8 gennaio 1793 – 17 marzo 1879) è stato un botanico, ornitologo e illustratore tedesco.

## Biografia
Era figlio di Johann Friedrich Jakob Reichenbach, l'autore del primo dizionario greco-tedesco del 1818. Lui stesso fu padre di Heinrich Gustav Reichenbach, come lui botanico ed eminente specialista di orchidee.
Reichenbach nacque a Lipsia. A partire dal 1810 studiò medicina e scienze naturali all'università di Lipsia. Nel 1818 divenne professore. Nel 1820 venne nominato direttore del Museo di storia naturale di Dresda e professore all'accademia medico-chirurgica di Dresda, dove rimase fino al 1862. Più tardi fu il fondatore dei giardini botanici di Dresda e anche dello zoo della medesima città. La collezione zoologica del museo venne distrutta quasi completamente dalle fiamme nel palazzo Zwinger durante la crisi costituzionale del 1849, ma Reichenbach fu in grado di rimpiazzarla nel giro di pochi anni. Questa collezione è la base di quella che vediamo attualmente nel museo.
Nel 1863 commissionò a Leopold e Rudolf Blaschka dodici modelli di anemoni di mare da esporre al museo, modelli a colori a tre dimensioni, riproduzioni fedeli di quelli reali, in grado di restare immutati nel tempo. La collezione rappresentò un importante e significativo miglioramento per la didattica rispetto ai metodi precedenti che si limitavano a utilizzare disegni, stampe o fotografie. La novità divenne nota alle istituzioni scolastiche e ai musei di tutto il mondo.
Reichenbach fu un autore prolifico ed un abile artista botanico. I suoi lavori comprendono Iconographia Botanica seu Plantae criticae (1823-32, 10 vol.) e Handbuch der speciellen Ornithologie (1851-54).
Venne onorato da una serie di piante che portano il suo nome: Viola reichenbachiana Jord. ex Bor. (syn. V. sylvatica (Hartm.) Fr. ex Hartm. e V. sylvestris Lam. p.p.) (la violetta di bosco sottile). Anche l'uccello del sole di Reichenbach (Anabathmis reichenbachii) è chiamato così in suo onore.
| Rchb. è l'abbreviazione standard utilizzata per le piante descritte da Ludwig Reichenbach. Consulta l'elenco delle piante assegnate a questo autore dall'IPNI. |

| Reichenbach è l'abbreviazione standard utilizzata per le specie animali descritte da Ludwig Reichenbach. Categoria:Taxa classificati da Ludwig Reichenbach |

## Pubblicazioni
- Flora germanica excursoria (1830-32, 2 tomi)
- Flora exotica (1834-36)
- Flora germanica exsiccata (1830-45)
- Übersicht des Gewächsreichs und seiner natürlichen Entwickelungsstufen (1828)
- Handbuch des natürlichen Pflanzensystems (1837)
- Das Herbarienbuch (1841)
- Abbildung und Beschreibung der für Gartenkultur empfehlenswerten Gewächse (1821–26, with 96 plates)
- Monographia generis Aconiti (1820, con 19 tavole)
- Illustratio specierum Aconiti generis (1823-27, con 72 tavole)
- Iconographia botanica s. plantae criticae (1823-1832, con 1000 tavole)
- Iconographia botanica exotica (1827-30)
- Regnum animale (1834-36, con 79 tavole)
- Deutschlands Fauna (1842, 2 tomi)
- Vollständigste Naturgeschichte des In- und Auslandes (1845-54, 2 volumi in 9 tomi con più di 1000 tavole)